# Соловьёв, Юрий Борисович (дизайнер)
Ю́рий Бори́сович Соловьёв (12 января 1920, Кострома, РСФСР — 7 октября 2013, Москва, Российская Федерация) — советский и российский дизайнер, создатель и директор Всесоюзного научно-исследовательского института технической эстетики (1962—1987), создатель и председатель Союза дизайнеров СССР (1987—1990), народный депутат СССР (1989—1991).

## Биография
Окончил Московский полиграфический институт как художник-график, в 1945 году создал первую в СССР специализированную проектную организацию в сфере промышленного дизайна Архитектурно-художественное бюро. В нём им были разработаны дизайн-проекты пассажирских речных судов, железнодорожных вагонов, нового поколения московских троллейбусов, а также дизайн интерьеров первого атомного ледокола «Ленин» и первой атомной подводной лодки. В 1957 г. проектирует дизайн официальных яхт СССР, которые используются для представительских целей и сейчас.
- 1962—1987 гг. — создатель и директор Всесоюзного научно-исследовательского института технической эстетики (ВНИИТЭ;

- 1964—1988 гг. — главный редактор бюллетеня (впоследствии журнала) «Техническая эстетика».

- 1969—1976 гг. — вице-президент, 1977—1980 гг. — президент Международного совета обществ промышленного дизайна (ICSID, 1977—1980), ведущей международной дизайнерской организации, с 1981 г. — член Сената ИКСИД,

- 1987—1990 гг. — основатель и первый председатель Союза дизайнеров СССР.

В 1989—1991 гг. — народный депутат СССР, заместитель Председателя комиссии Верховного Совета СССР по культуре.
Затем переехал в Великобританию вместе с дочерью, после её смерти вернулся в Москву, выпустил книгу воспоминаний.

## Основные работы
- «Пассажирский железнодорожный вагон»,
- «Городской троллейбус»,
- «Атомный ледокол»,
- «Атомная подводная лодка»,
- пассажирские речные пароходы,
- «Официальная морская яхта СССР».

## Награды и звания
Премия Совета Министров СССР за лучший дизайнерский проект (1980); Государственная премия ГДР за исключительный вклад в развитие международного дизайна (1980); Премия Американского общества промышленных дизайнеров (ИДСА) за исключительный вклад в развитие дизайна на международном уровне (1985); Премия Мексики за вклад в развитие мирового дизайна (1987); Почетный диплом «За исключительный вклад в развитие дизайна в Советском Союзе и на международном уровне» (Токио, 1989); Премия Президента Российской Федерации в области литературы и искусства (1999); Медаль «За исключительный вклад в развитие дизайнерского образования» (Лондон, 2001). «За заслуги в развитии дизайна» (Москва, 2001).

## Мемуары
- Соловьёв Ю. Б. Моя жизнь в дизайне. — М.: Союз дизайнеров России, 2004. — 256 с.